# بکوبش
«بکوبش» (به انگلیسی: Smack That) ترانه‌ای از ایکان خواننده رپ آمریکایی با حضور امینم است که در سال ۲۰۰۶ میلادی منتشر شد.